# Marató de TV3 per la salut mental
La Marató de TV3 per la salut mental es va celebrar el diumenge 19 de desembre de 2021 i va estar dedicat a la salut mental, un grup de problemes de salut molt comuns que afecten una de cada quatre persones en algun moment de la vida, amb un elevat impacte social, sanitari i de la qualitat de vida de les persones afectades i del seu entorn. Aquesta va ser la tercera vegada que La Marató es va dedicar a aquesta malaltia.
A causa de la situació d'excepcionalitat que va provocar la irrupció de la pandèmia del coronavirus SARS-CoV-2 l'any 2020, el Patronat de la Fundació va decidir dedicar La Marató d'aquell any a la Covid-19 i posposar l'edició de la salut mental l'any 2021.
El 12 de juny de 2022 es va anunciar que la recaptació total d'aquesta edició va ser de 12.147.989 euros.

## Campanya de divulgació
Sensibilitzar els joves sobre els problemes de salut mental era un dels grans eixos de la campanya que precedia el programa. Segons indiquen els experts, més de la meitat d’aquests trastorns comencen a l’adolescència i es van agreujar notablement durant la pandèmia. Entre el 18 d'octubre i el 19 de desembre, la Fundació preveia dur a terme al voltant de 5.500 sessions divulgatives als centres educatius de secundària, de batxillerat i cicles formatius, així com a altres entitats socials, educatives i culturals de tot Catalunya, arribant al voltant de 200.000 joves que coneixerien de prop els trastorns mentals de la mà de 400 professionals de la salut. La campanya es va fer amb la col·laboració del Departament d’Educació a través dels seus centres de recursos pedagògics.
Durant les sessions, s'emetia un reportatge elaborat per aquesta campanya en què els actors Biel Duran i Mireia Oriol mostren com es conviu amb un trastorn mental. La dramatització està acompanyada de les reflexions de la psiquiatra Montserrat Dolz i la psicòloga clínica Àurea Moreno. El músic Lildami hi posava el punt final amb un tema musical expressament compost per a aquest reportatge. A partir del coneixement aportat per les sessions, els alumnes podien participar en el concurs "Pinta La Marató" fent un exercici de reflexió i expressió artística al voltant de conceptes relacionats amb la salut mental. El concurs d'aquell any el va guanyar l'Institut Apel.les Mestres de L'Hospitalet de Llobregat.
Amb el contundent eslògan "La Marató que trenca murs", la campanya gràfica d'aquest any, creada per Camil Roca i l'àrea de Màrqueting i Vendes de la CCMA, pretenia visibilitzar els problemes de salut mental i eliminar-ne l'estigma i el tabú que els envolten. La imatge es va aplicar a un cartell i un fulletó divulgatiu, dissenyats per Ogilvy, que es van difondre arreu de Catalunya a través de les activitats solidàries i de les sessions divulgatives i que es poden descarregar a la web de La Marató. També es va adaptar a altres suports, com les banderoles municipals a carrers de les principals ciutats catalanes a principis de desembre.

## Voluntariat
Un total de 1.317 voluntaris participaran en la recepció dels donatius telefònics i en altres tasques el dia de La Marató. Totes les persones que el 2020 van ser escollides per sorteig i que finalment no van poder participar-hi, a causa de la pandèmia, van tenir prioritat a l'hora de fer la preinscripció per a l'edició d'enguany i posteriorment, es va obrir una altra convocatòria i el sorteig per cobrir la totalitat de les places necessàries per al funcionament de les seus telefòniques.

## Recaptació
| Núm | Hora               | Recaptació       | Notes                                            |
| --- | ------------------ | ---------------- | ------------------------------------------------ |
| 1   | 09:30h             | 0 euros          | Inici de programa                                |
| 2   | 10:47h             | 172.212 euros    |                                                  |
| 3   | 14:25h             | 720.453 euros    |                                                  |
| 4   | 16:12h             | 1.432.320 euros  |                                                  |
| 5   | 19:20h             | 2.343.447 euros  |                                                  |
| 6   | 20:46h             | 4.919.389 euros  |                                                  |
| 7   | 22:46h             | 5.848.500 euros  |                                                  |
| 8   | 00:46h             | 8.120.555 euros  |                                                  |
| 9   | 01:44h             | 9.022.147 euros  | Final del programa de televisió (TV3) en directe |
| 10  | 31 de març de 2022 | 12.147.989 euros | Tancament de donacions, recaptació total final   |

## El disc de la Marató 2021
El disc d'aquesta 30a edició conté trenta cançons agrupades en un doble disc, el Disc Blau i el Disc Blanc, en què hi conviuen fins a 16 estils musicals diferents. És l'any que més estils i gèneres s'han combinat en la història del disc. El disc 2021 compta amb més artistes que mai: 175 agrupats en 41 formacions. Aquest rècord va ser superat al disc de l'edició següent que va comptar amb 185 artistes agrupats en 55 formacions o solistes.
El disc de La Marató es va posar a la venda en format físic el 28 de novembre al preu de 12 euros en 10 diaris generalistes els que oferiran el disc de La Marató, amb la incorporació del grup del 9 Nou; la resta, els habituals: La Vanguardia, El Periódico de Catalunya, El Punt Avui, l'Ara; el Diari de Tarragona, el Diari de Girona, Regió 7, el Segre i La Mañana; a més dels esportius Sport, Mundo Deportivo i L'Esportiu, i la revista Enderrock.
A la botiga en línia de TV3, va estar disponible a partir del 29 de novembre. A partir del 10 de novembre, ja es va poder reservar tant a la botiga online de TV3 com a iTunes. Shazam va continuar com l'eina per al reconeixement de les cançons del CD. El disc es pot sentir en streaming a Apple fins al 31 de gener, i fins al 31 de març es podrà escoltar gratuïtament tot el fons musical d'Apple. El CD consolida l'edició en suport ecològic i reciclable.
El disc de La Marató 2021 conté dues grans novetats de format i contingut. La primera és que l'edició d'enguany és un disc doble: el Disc Blau i el Disc Blanc. Trenta anys, trenta cançons. La segona és que el disc físic es converteix en una eina multimèdia gràcies a dos codis QR. El primer permetrà accedir sense cost a Apple Music en streaming per poder escoltar el disc de La Marató digitalment i alhora poder gaudir gratuïtament dels milions de cançons que conté aquesta plataforma. Amb el segon codi QR s'accedirà a bona part dels continguts de la història de La Marató. Es podran veure els espots de La Marató d'aquests 30 anys; un recull d'imatges de bona part de les cançons que han format part del disc durant aquests 17 anys; els cartells de les 30 edicions de La Marató i, a més, es podrà accedir a les lletres de les 30 cançons d'aquest any.
| Núm | Cançó                       | Grup                           |
| --- | --------------------------- | ------------------------------ |
| 1   | Junts lluitarem per la vida | Luis Fonsi                     |
| 2   | Quan s'estima a una persona | Kelly Isaiah i The Sey Sisters |
| 3   | Volcans                     | Ana Mena Feat. Buhos           |
| 4   | Em quedo amb tu sempre      | Lucía Fernanda                 |
| 5   | Tot el que em dones tu      | Sílvia Pérez Cruz              |
| 6   | El cel no entén             | OBK                            |
| 7   | Els àngels                  | Joan Garrido i the Global Band |
| 8   | A Déu demano                | Arnau Griso                    |
| 9   | Hi ha algú que em va dir    | Maria Rodès                    |
| 10  | Amb tu somiaré              | Salva Racero i Yoli Saa        |
| 11  | Pots comptar amb mi         | Roba Estesa                    |
| 12  | El meu cant és lliure       | Miquel Abras                   |
| 13  | Seràs en el meu cor         | Aiala                          |
| 14  | Navegant                    | Caïm Riba I Gemma Humet        |
| 15  | Himne de l'alegria          | Miguel Ríos i Cor Vivaldi      |

| Núm | Cançó                          | Grup                                               |
| --- | ------------------------------ | -------------------------------------------------- |
| 1   | La vida                        | Sergio Dalma                                       |
| 2   | Arribar                        | Samantha                                           |
| 3   | Perquè mai tu no ploris així   | Antonio Carmona Feat. Lucas Carmona                |
| 4   | Iolanda                        | Joan Dausà                                         |
| 5   | Et queda tant per viure        | Beth                                               |
| 6   | Ajudeu-me                      | Alfred García                                      |
| 7   | Si em dones la mà              | Mau & Ricky                                        |
| 8   | Jo ja no et tinc més por       | Fkashy Ice Cream                                   |
| 9   | Alegria                        | Gertrudis                                          |
| 10  | Pols en el vent                | Dorian                                             |
| 11  | Quan tot s’enlaira             | Vienna                                             |
| 12  | Color d’esperança              | Sense sal                                          |
| 13  | Mai caminaràs sol              | Marala, Guillem Roma i Eduard Iniesta              |
| 14  | No et deixis (No et rendeixis) | Clara Gispert, David Ros i Orquestra Simfònica OCM |
| 15  | Que tinguem sort               | Oques Grasses                                      |

## El llibre de la Marató 2021
L'edició 2021 del llibre de La Marató coincideix amb els 30 anys del projecte i per aquest motiu s'ha fet un llibre commemoratiu de l'aniversari. Amb aquest llibre es podrà fer un viatge emocional per la història d'aquest projecte solidari únic, a través dels cartells de cada campanya i dels emocionats records d'un testimoni d'aquell any. El llibre compta, a més a més, amb una entrevista amb Àlex Marquina i Camil Roca, creatius publicitaris que expliquen com es pensen i preparen les campanyes de La Marató. També hi ha el testimoni d'Ona Carbonell, líder de l'equip espanyol de natació sincronitzada; el de la periodista i escriptora Empar Moliner, i el del periodista Xavier Graset, que parlen de què és per a ells La Marató, com la viuen, com hi han participat, i n'expliquen anècdotes diverses.

## Projectes finançats
A l'edició 2021, dedicada a la salut mental, s'hi van presentar 150 projectes, que van ser avaluats per 111 científics d'àmbit internacional especialistes en aquesta matèria en funció de la seva qualitat, metodologia i rellevància.
La gestió de l'avaluació la va dur a terme l'Agència de Qualitat i Avaluació Sanitàries de Catalunya, del Departament de Salut. D'acord amb la proposta de la Comissió Assessora Científica de la Fundació La Marató de TV3, el Patronat va acordar distribuir 10.503.275 € entre els 36 projectes de recerca.